# La supervivent (còmic)
La supervivent (en francès original, La survivante) és una sèrie de ciència-ficció eròtica creada per Paul Gillon entre 1985 i 1991 per a "l'Echo des Savanes". És considerada una de les obres clau dins del gènere del còmic de ciència-ficció i possiblement la millor de l'autor, un dels més importants de França.
En un futur proper i post-apocalíptic, la supervivent, Aude Albrespy torna de nou a la superfície després d'estar atrapada sota terra durant molt de temps i sobreviure a una guerra nuclear. De nou sobre la Terra, descobrirà que està completament sola i, en tornar a París, que els robots al servei de la humanitat continuaran el seu treball per a ella tot i l'absència dels seus amos. Tot i no haver-hi ningú més, en un principi passa per la por i l'ansietat que l'empenten al nihilisme, però finalment a Aude li agrada el món tal com és ara, segons en ella en pau i en llibertat. Gillon estableix aquí un paral·lelisme entre la Terra i la complexa ment de la protagonista. Així, a més dels temes de la soledat, de la decadència humana, de l'ecologia i la deshumanització, entre d'altres, l'autor s'obre pas en la psicologia de l'heroïna en aquest entorn post-apocalíptic i, com a contrapunt de la carnalitat càlida i humana d'Aude, de la fredor dels robots, una caricatura de la mateixa humanitat que ja no pot comprendre els sentiments més bàsics i naturals.

## Trajectòria editorial
Molt aviat, la sèrie va començar a ser recopilada en àlbums per Albin Michel:
1. La survivante (11/1985)
2. L'Héritier (10/1987)
3. La revanche (11/1988)
4. L'ultimatum (11/1991)

Albin Michel va llançar l'11/1995 un primer integral de la sèrie, seguit per un altre de Drugstore el 03/2011. Aquesta última edició va ser traduïda al castellà per Glénat Espanya aquest mateix any.